# Azra (album)
Prvi album kultnog zagrebačkog benda Azra. Izdan je 1980. godine, a produkciju albuma potpisuje Drago Mlinarec. Poznato je Johnnyjevo nezadovoljstvo zvukom albuma, ali većina će se složiti da je Mlinarec uspio uhvatiti zvuk i uigranost benda te donijeti bendu nekoliko uspjelih i danas rado slušanih skladbi.
Autor fotografije na omotu albuma je Jasmin Krpan.

## Popis pjesama
Sve pjesme napisao je Branimir Štulić

#### A-strana
1. Jablan
2. Uradi nešto
3. Teško vrijeme
4. Tople usne žene
5. Vrijeme odluke
6. Gracija

#### B-strana
1. Krvava Meri
2. Marina
3. Ne mogu pomoći nikome od nas
4. Iggy Pop
5. Žena drugog sistema
6. Obrati pažnju na posljednju stvar

## Glazbenici
- Branimir Johnny Štulić - vokal, gitara
- Mišo Hrnjak: bas-gitara
- Boris Leiner: bubnjevi, prateći vokali
- Max Juričić: prateći vokali, usna harmonika

## Produkcija
- Producent: Drago Mlinarec
- Projekcija: Franjo Berner
- Dizajn: Martin Krun
- Fotografija: Jasmin Krpan
- Tehnički asistent: Miljenko Grasso

## Vanjske poveznice
- Discogs.com - Azra (Album) - Azra